# اسویپ-۱۰
اسویپ-۱۰ یک ستاره است که در صورت فلکی کمان قرار دارد.